# Martafa Kabir
Martafa Kabir (arab. مرتفع كبير) – wieś w Syrii, w muhafazie Aleppo, w dystrykcie Dżarabulus. W 2004 roku liczyła 122 mieszkańców.